# Konsulat Generalny Republiki Austrii w Krakowie
Konsulat Generalny Austrii w Krakowie, Konsulat Generalny Republiki Austrii w Krakowie (niem. Österreichisches Generalkonsulat Krakau) – misja konsularna Republiki Austriackiej w Krakowie przy ul. Krupniczej 42.
Okręg konsularny Konsulatu Generalnego Austrii w Krakowie obejmuje województwa:
- małopolskie,
- podkarpackie,
- świętokrzyskie.

Przy konsulacie generalnym ma swoją siedzibę Instytut Austriacki w Krakowie, ul. Napoleona Cybulskiego 9 (1992–).

## Historia
Austria dysponowała przedstawicielstwem dyplomatyczno-konsularnym w Krakowie, w randze rezydentury pełniącej też funkcję konsulatu generalnego, w okresie Rzeczypospolitej Krakowskiej, określanej też Wolnym Miastem Krakowem (1818–1846).
Kolejne przedstawicielstwo Austrii w Krakowie pod szyldem Austriackiej Placówki Paszportowej (Österreichisches Passstelle) mieściło się budynku ówczesnego Banku Przemysłowego w Krakowie, obecnie Banku Pekao, z 1913 (proj. Ludwika Wojtyczki i Kazimierza Wyczyńskiego) przy ul. Szewskiej 1/Rynku Głównym 31 (1924), ul. Wolskiej 4, ob. ul. Piłsudskiego (1928–1933), w domu z 1930 przy ul. Kopernika 6 (1934–1936), następnie w randze konsulatu honorowego w pałacu biskupa Floriana z Mokrska z XIV w. przy ul. Kanoniczej 18 (1938).
Po przemianach ustrojowych w 1990 funkcjonował w randze konsulatu generalnego przy ul. Napoleona Cybulskiego 9 (1990–2013). W latach 2013–2016 był to konsulat honorowy który mieścił się przy ul. Armii Krajowej 19. W 2016 reaktywowano konsulat generalny z obszarem konsularnym obejmującym trzy województwa: małopolskie, podkarpackie i świętokrzyskie, od 2019 z siedzibą w Willi Marii Lewalskiej z 1925 (proj. Ludwika Wojtyczki) przy ul. Krupniczej 42.

## Rezydenci/Konsulowie[3][14][4]
- 1818–1827 – baron Emanuel Lipowski, minister-rezydent/konsul generalny (1763–1827)
- 1827– – baron von Oechsner, chargé d’affaires
- 1830–1832 – Franz Lorenz, rezydent/konsul generalny (1785–1864)
- 1832–1846 – Ignatz Franz Mathias Liehmann de Palmerode, rezydent/konsul generalny (1798–1876)

- 1921–1924 – Alfred Schwinner, kier. Biura Paszportowego/wicekonsul[15]
- 1925–1938?[15] – Antoni Lewalski, kons. gen. hon.

- 1990–1995 – dr Emil Brix – konsul generalny
- 1995–1999 – dr Alfred Längle – konsul generalny
- 1999–2002 – dr Ernst-Peter Brezovsky – konsul generalny
- 2003–2007 – Hermine Poppeller – konsul generalny
- 2008[16]–2013 – Christophe Ceska – konsul generalny
- 2013–2019 – Andrzej Tombiński – honorowy konsul/konsul generalny
- 2019– 2022 – Philipp Charwath – konsul generalny
- 2022– – Martin Gärtner – konsul generalny